# Antonio Grimani (Doge)

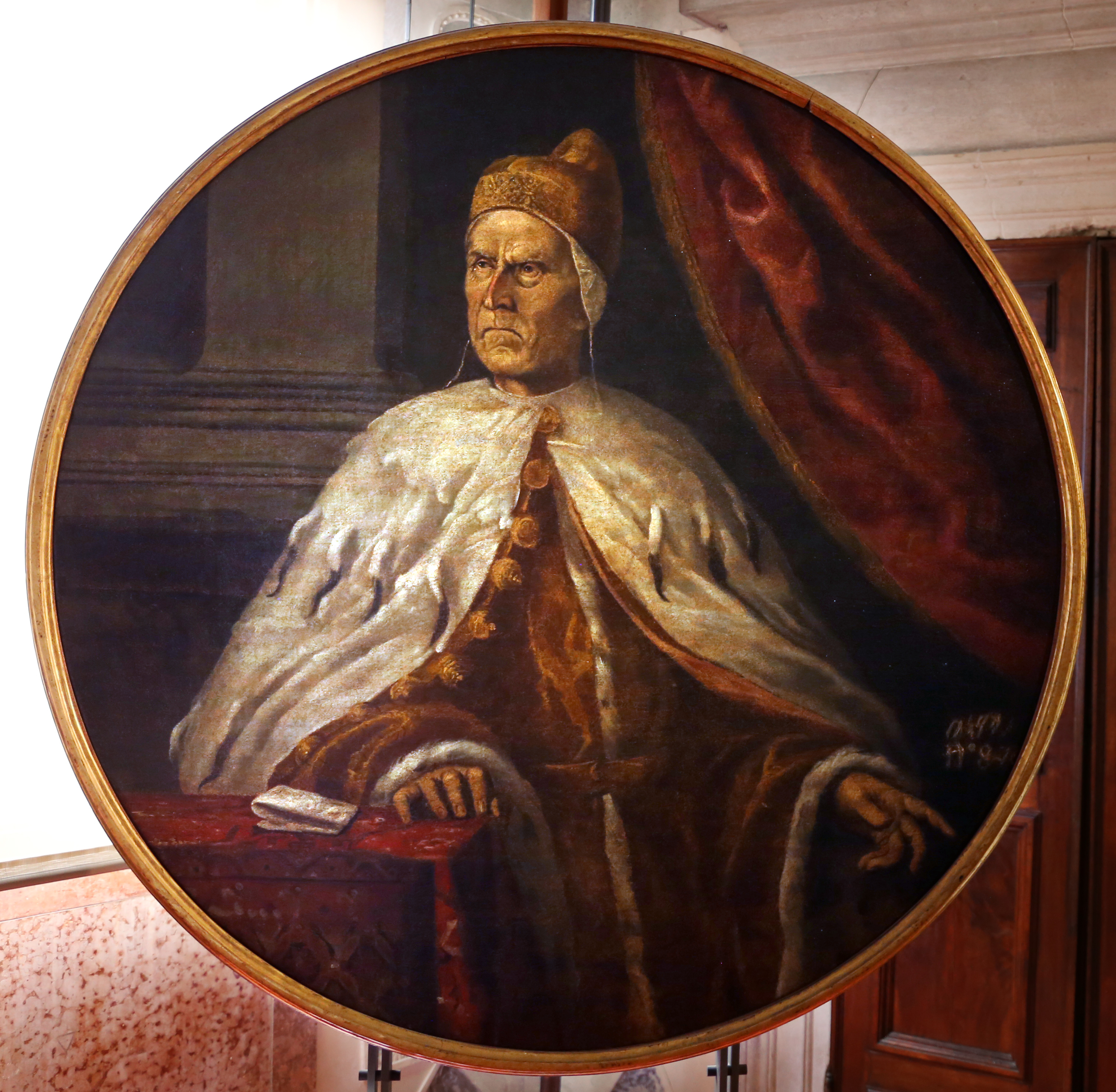
Porträt Antonio Grimanis in der Sala del Doge des Palazzo Grimani a Santa Maria Formosa, 2. Hälfte 16. Jahrhundert

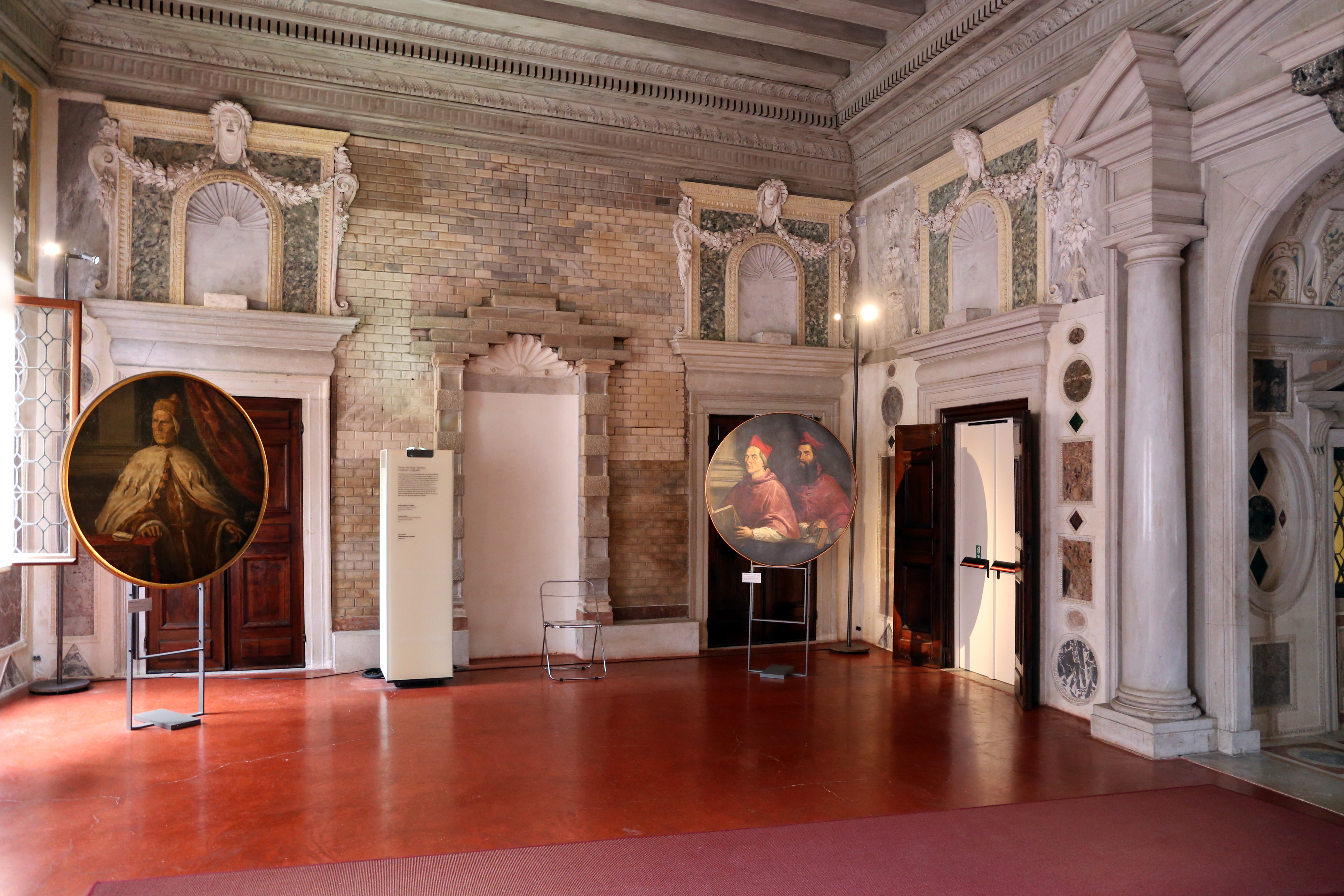
Die Sala del Doge im Palazzo Grimani bei Santa Maria Formosa

Antonio Grimani (* wahrscheinlich 17. Januar 1434 in Venedig; † 7. Mai 1523 ebenda) war von seiner Wahl am 6. Juli 1521 bis zu seinem Tod – wenn man der staatlich gelenkten Geschichtsschreibung der Republik Venedig folgt – ihr 76. Doge.
Grimani, der im Pfefferhandel zu großem Vermögen gelangte, trat erst mit fast 50 Jahren die im Patriziat Venedigs übliche Ämterlaufbahn an. Allerdings wurde er wegen einer Niederlage gegen die Flotte der Osmanen, die den Verlust wichtiger Festungen in Griechenland zur Folge hatte, wegen Hochverrats verurteilt und im Jahr 1500 verbannt. Er floh 1502 von seinem Verbannungsort Cherso zu seinem Sohn, der Kardinal geworden war, nach Rom. Von dort aus setzte er sich im Kampf gegen die Liga von Cambrai so nachdrücklich ein, dass ihm 1509 die Rückkehr nach Venedig gestattet wurde.
Von 1510 bis 1521 saß er in den mächtigsten Gremien der Republik. Schließlich wurde er sogar zum Dogen gewählt, ein Amt, das er jedoch bis zu seinem Tod kaum zwei Jahre ausfüllen konnte.

## Familie

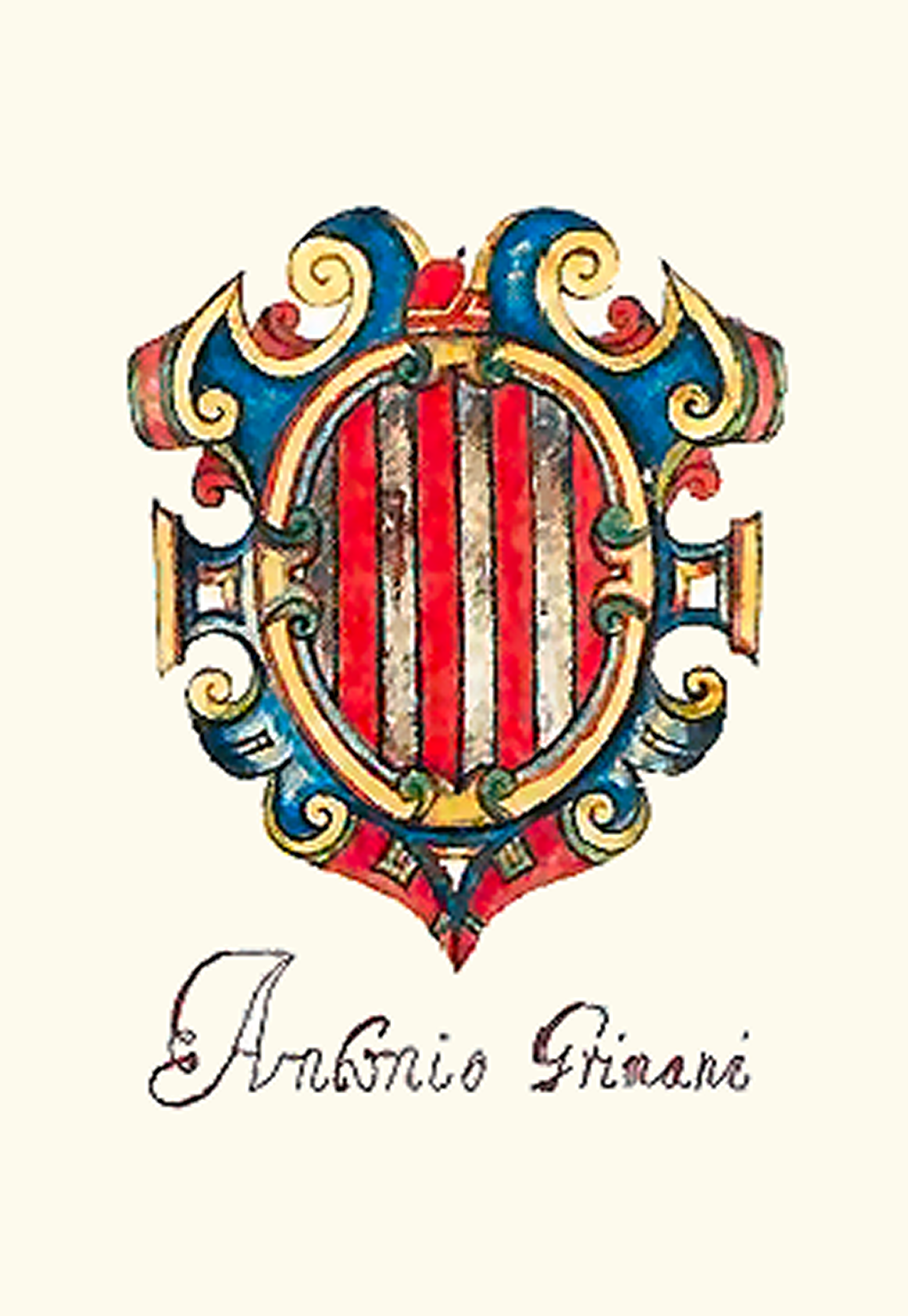
Wappen Antonio Grimanis, frühes 17. Jahrhundert

Die Grimani waren eine der 16 neuen Familien des venezianischen Patriziats, der case nuove. Sie gehörten damit zu den angesehensten Familien der Stadt. 21 Mitglieder der Familie waren Prokuratoren oder in anderen wichtigen Ämtern der Republik tätig, als Diplomaten und in der Marine aktiv oder bekleideten hohe Ämter in der Kirche, darunter waren drei Kardinäle. Die Familie stellte insgesamt drei Dogen, außer nach Antonio die Dogen Marino Grimani (1595–1605) und Pietro Grimani (1741–1752). Der Name Grimani ist in Venedig mit zahlreichen Kunst- und Büchersammlungen sowie Stiftungen verbunden.
Antonio war der älteste von drei Brüdern. Sein Geburtsdatum lässt sich deshalb plausibel machen, weil er am 16. Dezember 1453 in die Avvvogaria di Comun gewählt wurde, ein Zeitpunkt, zu dem er mindestens 18 Jahre alt gewesen sein muss. Sein Vater war Marino Grimani aus der Gemeinde Santa Fosca, seine Mutter Agnesina Montaner di Giovanni da Modone. Sie entstammte keiner der adligen Familien. In seiner Jugend lebte die Familie dementsprechend unter angespannten finanziellen Verhältnissen und in einem schwierigen sozialen Status, da seine Mutter nicht über die Klientel verfügte, wie es die adligen Familien taten. Als Antonio vier Jahre alt war, starb sein Vater, so dass ihn ein Onkel aufnahm.
Im Jahr 1458 heiratete Antonio Grimani, der zu Vermögen gekommen war, Caterina Loredan di Domenico, die ihm mindestens fünf Söhne schenkte. Diese waren Girolamo (bl. 1478–1514), Marino (bl. 1478–1523); Domenico (bl. 1480–1523), Vincenzo (bl. 1482–1535) und Pietro (bl. 1484–1516).

## Leben

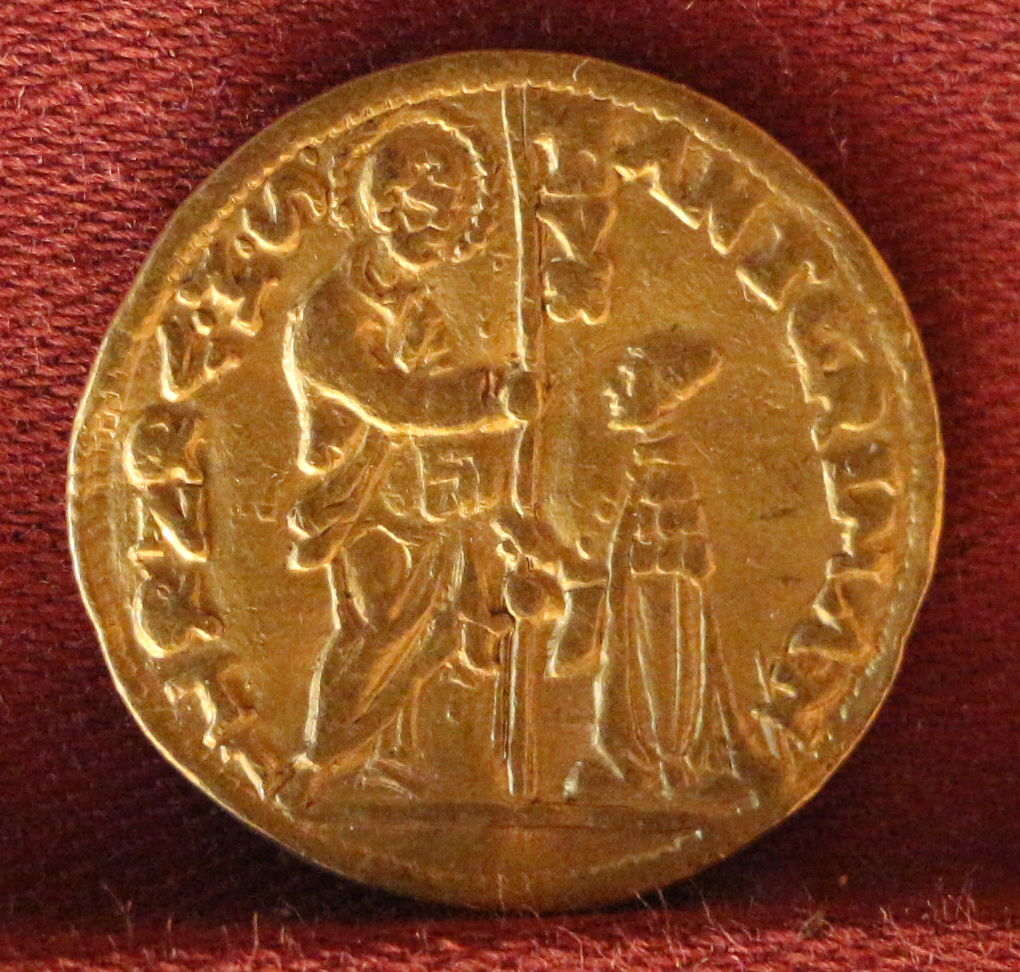
Unter Grimani geprägter Zecchino

### Wirtschaftliche Grundlagen
Schon in seiner Jugend unternahm Antonio Grimani Handelsreisen nach Syrien und Ägypten, wobei es ihm gelang, ein sehr großes Vermögen zu erwirtschaften. In Venedig sagte man von ihm, wenn er Dreck anfasse, werde dieser zu Gold. Er wurde einer der erfolgreichsten Pfefferhändler, eine Ware, die überaus hohe Preise erzielte. So häufte er ein Vermögen – Immobilien nicht eingerechnet – von über 100.000 Dukaten an. Viele folgten seinen Kauf- und Verkaufentscheidungen, da sie so offenkundig von Erfolg gekrönt waren. Dieses Vermögen gestattete ihm eine Heiratspolitik, die ihm mittels der Verehelichung seiner Kinder und Enkel mit Männern und Frauen der privilegierten Familien Zugang zu den höchsten Kreisen verschaffte.

### Ämterlaufbahn (ab 1483)
Da er erst sehr spät in die für einen Adligen übliche Ämterlaufbahn einstieg – er war bereits 50 Jahre alt – ließ er die sonst üblichen kleinen Ämter, in denen man sonst Erfahrungen sammeln konnte, gleich aus. So wurde er 1483 zum Savio di Terraferma gewählt, war also zuständig für die oberitalienischen Gebiete Venedigs, die Terraferma, ab März 1484 verteidigte er als Avogador di Comun die Rechte der Stadt, zwei Jahre später wurde er als Savio alla Sanità für die Gesundheit, genauer für die Bekämpfung von Epidemien verantwortlich. 1487 gehörte er einer Kommission an, die sich mit der Umleitung des Flusses Brenta befassen sollte. Im August 1488 wurde er Provveditore all'Arsenale, war also mit dem Kern der venezianischen Flottenmacht befasst, dem Arsenal, und wurde zwei Monate später Savio del Consiglio. Damit war er bereits nach wenigen Jahren im inneren Kreis angelangt.
Allerdings lehnte er im März 1489 die Position eines Orators am Hof des Matthias Corvinus ab. Im April wurde er von seinem Sohn Domenico abgelöst, der bereits im Ruf hoher Bildung stand. Er begleitete Kaiser Friedrich III. mit einer Ehrendelegation, um ihn durch das venezianische Territorium zu eskortieren. Im August 1489 übernahm er erneut jenes Amt am Arsenal, wurde 1490, 1491 und 1492 Savio del Consiglio, ja, 1492 Consigliere ducale, beriet also den amtierenden Dogen in einem Gremium. Im nächsten Jahr gehörte er als Savio der Zonta di Collegio an. Sein Ansehen wurde noch dadurch gesteigert, dass sein Sohn Domenico den Rang eines Kardinals erlangte (1493).
Im Juni 1494 wurde er zum Capitano generale da Mar erhoben, er führte also die Kriegsflotte. Entlang der Küste Apuliens führte er eine erfolgreiche Kampagne durch, in deren Zug die Rückgewinnung einer Reihe von Städten und Festungen gelang. Diese wurden an Ferdinand II. von Aragon zurückgegeben. Noch vor seiner Rückkehr nach Venedig wurde Grimani am 16. August 1494 zum Prokurator von San Marco gewählt, eine hoch angesehene Position, die – in Venedig eine seltene Ausnahme – auf Lebenszeit vergeben wurde. Am 24. August 1496 wurde er nach Venedig zurückberufen und nach Mailand entsandt. Dort verhandelte er mit Kaiser Maximilian I. über die Fortsetzung des Bündnisses und über den Frieden in Italien.
Am 9. Januar 1497 lieferte er persönlich seinen Bericht, die sogenannte Relazione ab, worin er zu negativen Urteilen über die Person des Kaisers kam. Im Juni desselben Jahres trug er vor dem Collegio vor. Doch weder dort, noch 1498 vor den Senatoren, den Pregadi, drang er mit seiner Auffassung, es sei besser einen schwachen Feind als Nachbarn zu haben, wie Ludovico il Moro, als einen überaus mächtigen, wie Ludwig XII. von Frankreich, nicht durch. Im Gegenteil entschied sich der Senat für ein Bündnis mit Frankreich und gegen den Kaiser.
Am 14. April 1499 wurde er gegen seinen Willen erneut zum Generalkapitän der Kriegsflotte ernannt – diesmal nicht in Apulien, sondern gegen die osmanische Flotte. Am 12. August, nachdem sich die Flotten vor Korfu vereinigt hatten, griffen die Venezianer an, doch verpassten sie die Gelegenheit, einen zum Greifen nahen Sieg zu erringen. Stattdessen geriet die Bevölkerung in Venedig, vor allem aber die regierenden Kreise in Panik. Die Ursachen lagen wohl bei taktischen Defiziten, unzureichender Vorbereitung der Schiffsbesatzungen, auch nur widerwilliger Gehorsam spielte eine Rolle, ebenso wie schwindendes Pflichtbewusstsein. Grimanis eilige Ablösung konnte den Verlust von Lepanto, Modon und Coron nicht verhindern. Grimani wurde nach Venedig zurückberufen und bei seiner Ankunft am 2. November 1499 gefangengesetzt.

### Verbannung (1500), Flucht nach Rom (1502), Rückkehr nach Venedig (1509)

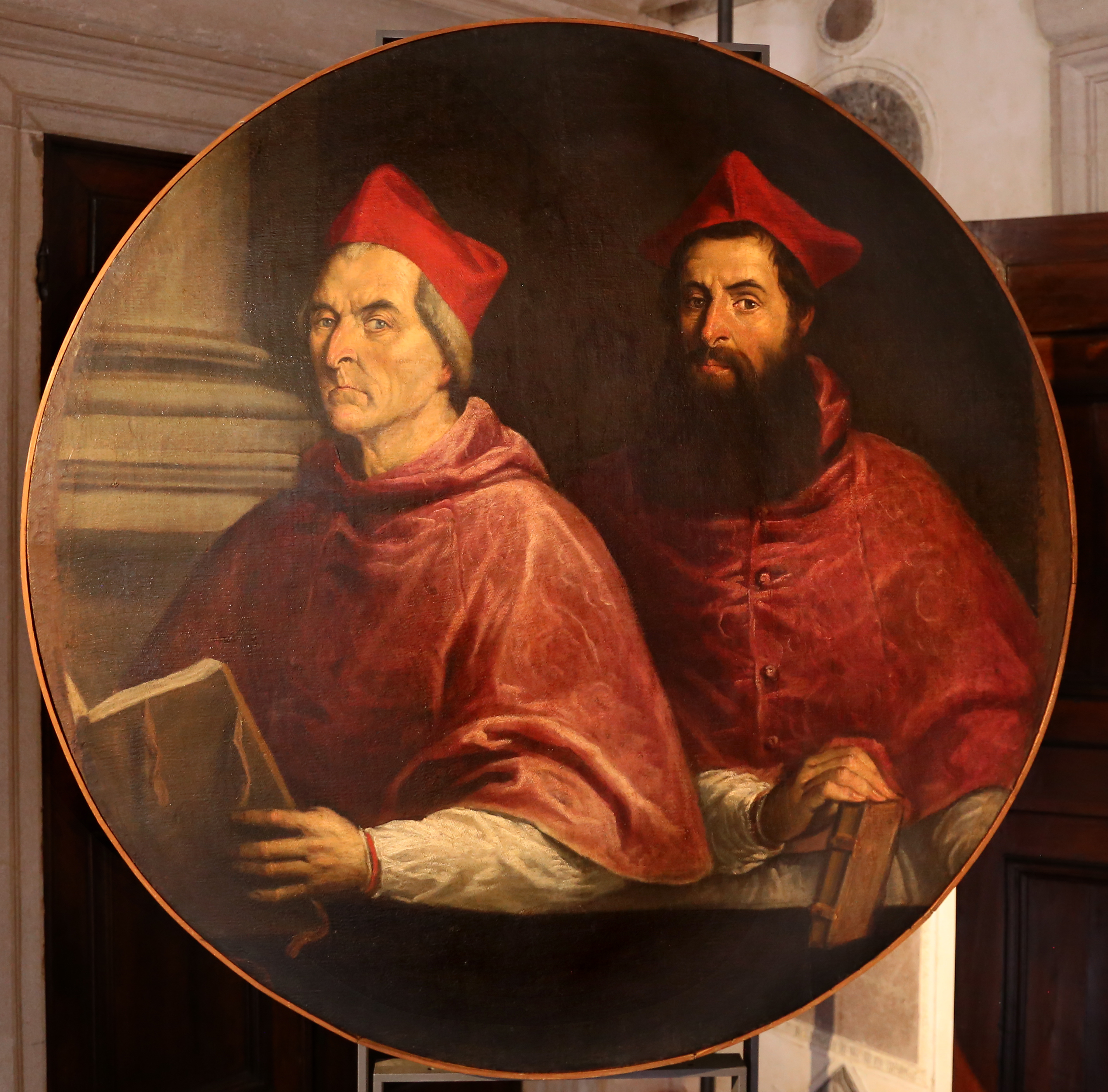
Porträts der Kardinäle Domenico und Marino Grimani in der Sala del Doge des Palazzo Grimani a Santa Maria Formosa; Marino war ein Neffe Domenicos, damit ein Großneffe Antonio Grimanis, dessen erstgeborener Sohn Domenico war.

Doch die Anklage, die man in Venedig gegen ihn vorbereitete, lautete, er habe, ohne eine Schlacht zu suchen, Lepanto an den osmanischen Sultan Bayezid II. verloren. Als Gericht fungierte der Große Rat, der Maggior Consiglio, dessen Kompetenz allerdings umstritten war. Ankläger war Nicolò Michiel, ein Verteidiger stand ihm zur Verfügung, so dass man von einem regelrechten Prozess sprach. Vorgeworfen wurde Grimani der Verlust von 169 Schiffen, während er gleichzeitig ein riesiges Vermögen erworben hätte. Die Anklage lautete demzufolge auf Hochverrat, er wurde zwar nicht gefoltert, doch trug er Fußeisen. Am 12. Juni 1500 verurteilte ihn der Große Rat unter Abgabe von 1212 Stimmen. Er wurde auf die Insel Cherso, das heutige Cres, verbannt. Dort blieb er vom 12. Juli 1500 bis zum 8. Oktober 1502, doch dann floh er zu seinem Sohn Domenico nach Rom.
In Rom wurde er vom Papst zum Uditore di Rota ernannt, einer Art Rechnungsprüfer. Grimani versuchte seine Rehabilitation durchzusetzen, den Prozess gegen ihn neu aufzurollen. Gleichzeitig setzte er sich, insbesondere während des Krieges gegen die Liga von Cambrai, so intensiv für Venedig ein, dass ihm der Große Rat am 12. März 1509 die Rückkehr gestattete. Tatsächlich kehrte Grimani am 12. Juli 1509 nach Venedig zurück, ja, er wurde sogar wieder zum Savio del Consiglio gewählt. Sogleich stand er im Mittelpunkt des Kampfes gegen die Liga.

### Savio del Consiglio, Rat der Zehn (1510–1521)
Nachdem er im Dezember die erneute Wahl zum Capitano general abgelehnt hatte, zog er in die Zonta del Consiglio dei dieci ein, agierte also unmittelbar im Umkreis des Rates der Zehn. Beide zentralen Ämter hatte er von 1510 bis 1521 inne. Daneben trat er nur noch kurzzeitig andere Ämter an. So reiste er im November 1515 nach Mailand, um Franz I. von Frankreich zum Sieg in der Schlacht bei Marignano zu gratulieren.
Gegenüber dem Papst blieb er skeptisch, misstrauisch gegen den Kaiser, vorsichtig gegenüber Frankreich, auch wenn er ein Bündnis mit dem König bevorzugte. Im äußersten Notfall – „avanti de ruinar“ – war er sogar zu einem Bündnis mit den Osmanen bereit. Gezielte Verzichtsleistungen, wie etwa auf Cremona, wenn nötig sogar die Überlassung Veronas an den Kaiser, standen dabei einem Beharren auf unverhandelbare Forderungen gegenüber. So war er keinesfalls bereit, Padua, Brescia oder Bergamo aufzugeben. Er plädierte für eine entschiedene Vorgehensweise im Friaul und Ablenkungsmanöver in Apulien.
1519 sprach er sich für eine Bestätigung der Abmachungen mit der jüdischen Gemeinde aus, dies angesichts ihrer Verdienste im Krieg, sowie ihrer ökonomischen und sozialen Bedeutung.
Als Procuratore di sopra betätigte er sich als großzügiger Mäzen. Grimani beteiligte sich an den Kosten für den Bau der alten Prokuratien, und er ließ das im Erdbeben von 1514 zerstörte Dach des Campanile wiederherstellen, für das er die vergoldete Figur des Erzengels Gabriel auf der Spitze stiftete. Auch beteiligte er sich an den gewaltigen Kosten für den Umbau des Rialtomarktes.

### Das Dogenamt

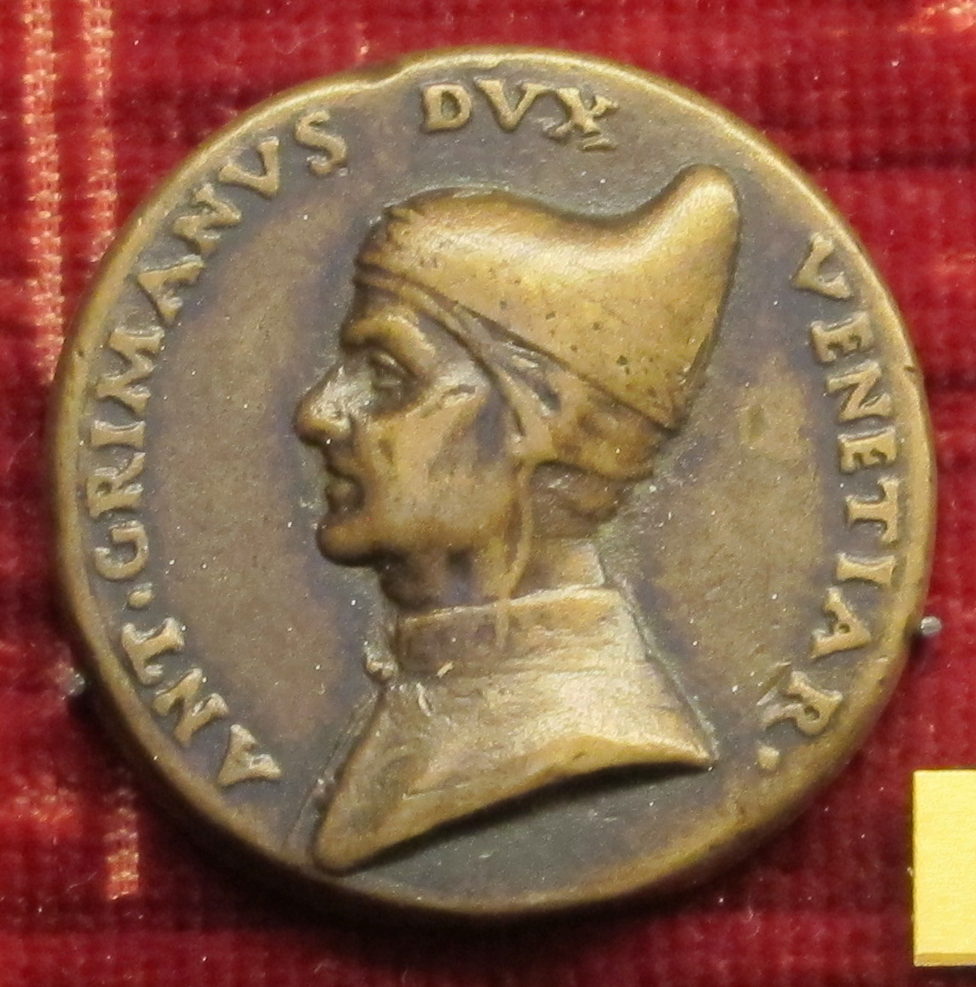
Zeitgenössische Medaille mit dem Bildnis des Dogen

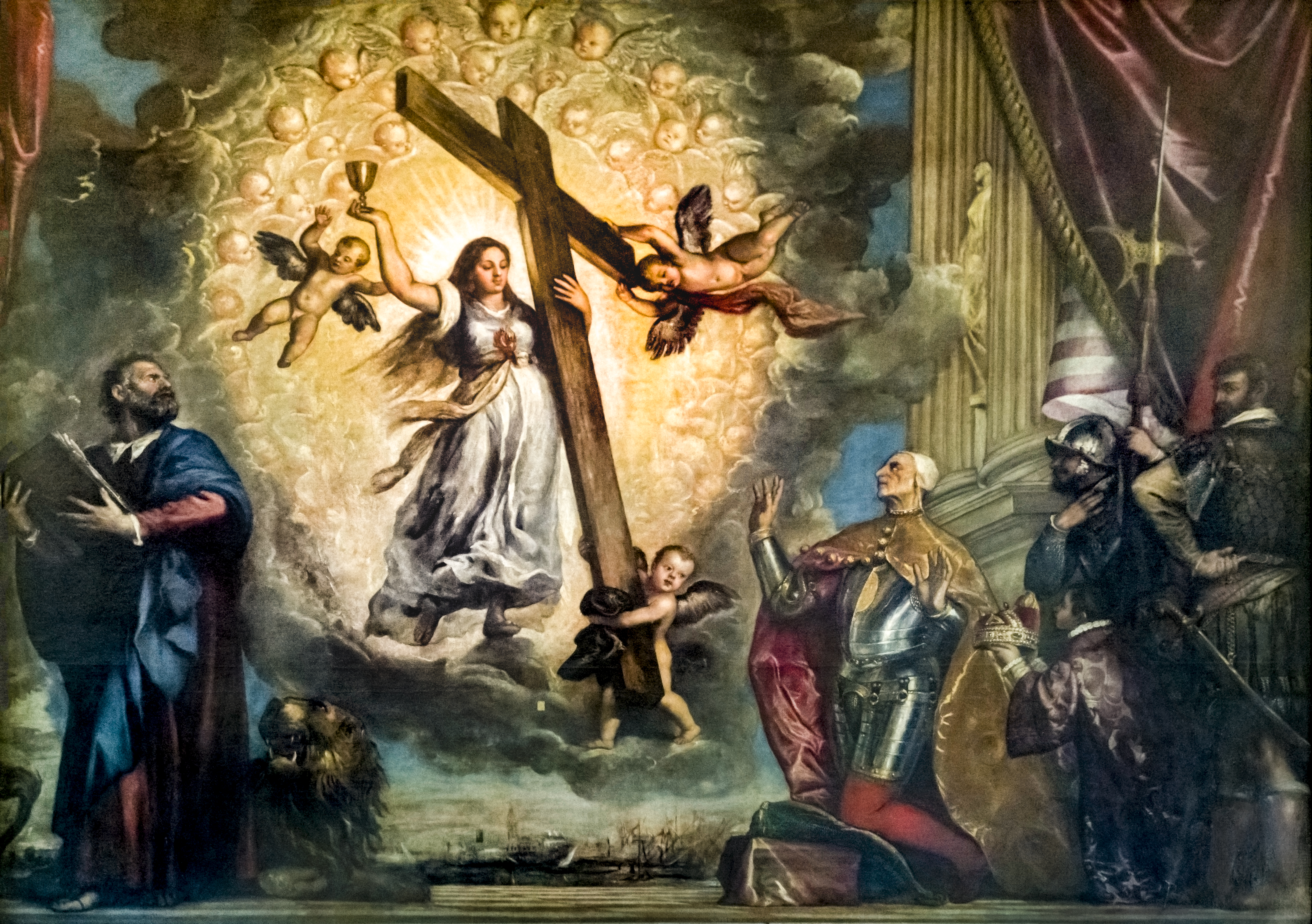
Marco Vecellio, Tizian: Antonio Grimani kniend vor dem Glauben, Öl auf Leinwand, 365 mal 500 cm, entstanden um 1555–1578, in der Sala delle Quattro Porte im Dogenpalast

Trotz der Verurteilung wegen Hochverrats und Verbannung wurde Grimani am 6. Juli 1521 im hohen Alter von 86 Jahren zum Dogen gewählt. Schon zuvor hatte er als Favorit gegolten, denn er saß bereits in der Kommission der Correttori alla promissione ducale (die den Amtseid des Dogen zu überarbeiten hatte) und er war einer der 41 Elektoren.
Gleich zu Anfang seiner Amtszeit wurde am 17. September 1521 der Magistrato sopra i monasteri gegründet. Dies geschah in einer religiös äußerst aufgeregten Epoche. Schon zu Ostern war die Bannbulle Papst Leos X. gegen die Protestanten (Decet Romanum Pontificem)  verlesen worden. Venedig reagierte zurückhaltend und gründete den besagten Magistrat, der jedoch mehr der Überwachung der Klöster als der der Häretiker diente, eigentlich ausschließlich der Frauenklöster. Als im selben Jahr zwei Inquisitoren im Valcamonica Hexenjagden veranstalten wollten, wurde ihre Überwachung durch zwei Dottori laici angeordnet. Die Folter durfte nicht angewandt werden und die Ergebnisse der Verfahren waren dem venezianischen Rettore von Brescia zur Überprüfung vorzulegen: „Man muß in Betracht ziehen, daß jene armen Leute von Valcamonica einfache Menschen mit wenig Verstand sind und daß sie viel eher Prediger mit guter Unterweisung im katholischen Glauben bräuchten als Verfolger.“ Das Ansinnen Kaiser Karls V., den Protestantismus zu verfolgen, wies Venedig schließlich 1530 mit dem Hinweis auf seine Freiheit zurück.
König Franz von Frankreich war immer noch mit der Republik Venedig verbündet und stritt mit Kaiser Karl um den Besitz von Mailand. Der Kaiser hatte vergeblich versucht, die Venezianer von ihrem Bündnis mit Frankreich abzubringen. Als Karl die Schlacht bei Bicocca am 27. April 1522 gegen Franz gewann, suchte Grimani ihn bei Verhandlungen hinzuhalten. Diese kamen bis zum Tod des Dogen nicht zum Abschluss; erst sein Nachfolger Andrea Gritti schloss am 28. Juni 1523 eine Allianz mit dem Kaiser und gab das französische Bündnis auf.
Doch Grimani war vom Alter bereits geschwächt, er musste die Anwesenheit in den Ratsgremien immer mehr reduzieren. Man bot ihm sogar an, zurückzutreten, wofür er eine Pension erhalten sollte. Doch der Doge lehnte dies ab, er wollte bis zum Ende ausharren. Er starb ohne erkennbare Krankheit am 7. Mai 1523.

## Beisetzung, Grabmal (1807 zerstört)

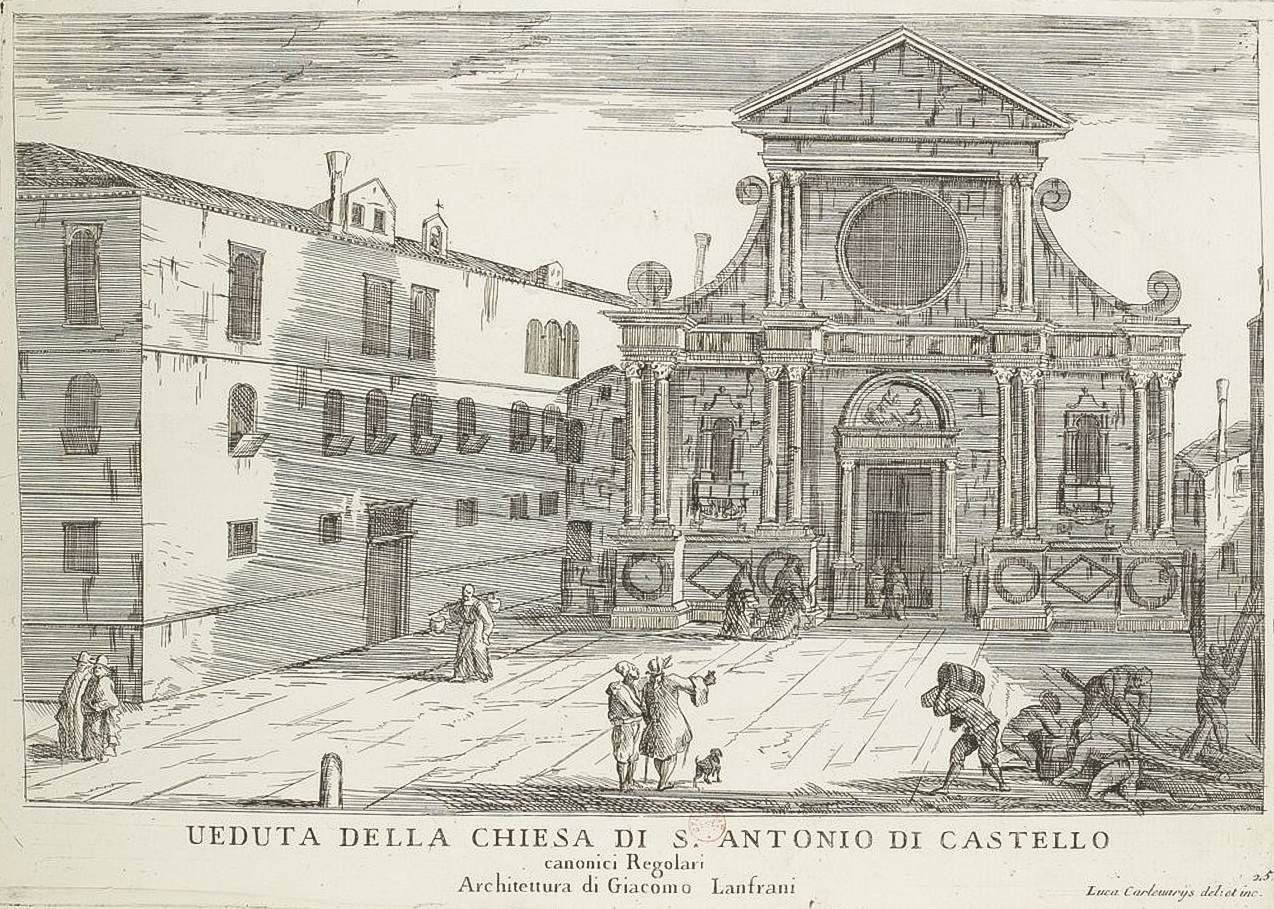
Luca Carlevarijs: Veduta della chiesa di San Antonio di Castello, in: Le Fabriche e vedute di Venezia, Gio. Battista Finazzi, Venedig 1703 (Digitalisat)

Nach den Staatszeremonien wurde der Körper des Dogen von San Zanipolo in die Kirche San Antonio di Castello verbracht und dort beigesetzt. Dort hatte sein Sohn Piero eine Kapelle für ihn bauen lassen. Nach 1807 wurden die Teile des Grabmals verstreut, die Kirche 1810 abgerissen. Dort erstrecken sich seither die Napoleonischen Gärten.